# 과학 포경
과학 포경(Scientific whaling)은 과학적 연구를 위해 대형 고래를 잡을 수 있도록 허락된 고래 잡이 작업이다. 1982년 국제포경위원회(IWC)에 의하여 상업 포경은 일시적으로 중단되었고 1986년 대형 고래 류의 상업 포경이 금지 되었다. 하지만 포경지지국가들에 의해 과학적 연구를 위해서 포경을 허용하는 제도인 과학포경을 이용해 고래 포경이 계속되고 있다.

## 주요 국가
전 세계에서 유일하게 과학 포경을 하는 나라는 일본이다. 일본은 지난 25년 동안 고래 포경을 지속하고 있다. 일본의 첫 과학 포경 프로그램인 JARPA는 18년 동안 자연사망률을 밝히는 명목으로 6,778 마리의 밍크고래를 살상했다.

## 비판
전 세계의 비난에도 굴하지 않고 일본은 25년 동안 고래 학살을 계속하고 있다. JARPA의 과학자들은 그 어떤 목표도 이루지 못함에도 계속해서 활동을 이어가고 있다. 또한 일본 정부는 과학 포경 비용 충당을 위해 부산물인 고래 고기를 유통하여 판매하고 있다. 하지만 수요가 없어 75%가 냉동 창고에 쌓여가고 있어 포경 업계에 제공하는 막대한 보조금을 국민의 세금으로 충당하고 있다.

## 같이 보기
- 어업
- 고래 관광
- 국제포경위원회
- 고래고기